# Звучна ретрофлексна преградна съгласна
Звучната ретрофлексна преградна съгласна е вид съгласен звук, използван в някои говорими езици, главно в Южна Азия. В Международната фонетична азбука той се отбелязва със символа ɖ. Той е сходен с българския звук, обозначаван с „д“, но се учленява с извит нагоре връх на езика.
Звучната ретрофлексна преградна съгласна се използва в езици като бенгалски (ডাকাত, [ɖäkät̪]), хиндустани (डालना/‎ڈالنا, [ɖäːlnäː]), шведски (nord, [nuːɖ]).